# Selva de las Seychelles graníticas
La selva de las Seychelles graníticas es una ecorregión de la ecozona afrotropical, definida por WWF, constituida por el archipiélago de las Seychelles, situadas en el océano Índico, excepto el grupo de Aldabra, que pertenece a la ecorregión denominada matorral xerófilo de las islas Aldabra.
Esta ecorregión forma parte de la región denominada selvas húmedas de las Seychelles y las Mascareñas, incluida en la lista Global 200.

## Descripción
Es una ecorregión de selva lluviosa con una extensión total de unos 300 kilómetros cuadrados. Las islas Seychelles son las únicas islas oceánicas graníticas del mundo. Son restos de la fragmentación del antiguo continente de Gondwana, cuando la India se separó de África. Albergan plantas y animales muy primitivos, ya que han estado aisladas durante 75 millones de años.

## Flora
Se han descrito 233 especies de plantas nativas.
Por debajo de 600 m s. n. m., abundan las selvas de palmeras, pandanos y angiospermas. A mayor altitud predomina la selva nublada, con helechos arborescentes y musgos.

## Fauna
Hay una gran diversidad de reptiles y anfibios, entre ellos tortugas, serpientes, geckos, eslizones, ranas y cecilias. 

## Endemismos
La tortuga gigante de las Seychelles (Dipsochelys arnoldi) es endémica de esta ecorregión.
El murciélago Coleura seychellensis, en peligro de extinción, también es endémico de las islas.
Hay 12 especies de aves endémicas:
- Autillo de las Seychelles (Otus insularis)
- Bulbul de pico grueso (Hypsipetes crassirostris)
- Cernícalo de las Seychelles (Falco araea)
- Fodi de las Seychelles (Foudia sechellarum)
- Loro negro de Seychelles (Coracopsis nigra barklyi), que es el pájaro nacional.[1]
- Monarca del paraíso de las Seychelles (Terpsiphone corvina)
- Ojiblanco de dorso castaño (Zosterops mayottensis)
- Ojiblanco de las Seychelles (Zosterops modestus)
- Paloma azul de las Seychelles (Alectroenas pulcherrima)
- Salangana de las Seychelles (Aerodramus elaphrus)
- Bebrornis sechellensis
- Copsychus sechellarum

Hay una familia endémica de plantas, Mesdusagynaceae, con un único representante, el árbol medusa (Medusagyne oppositifolia). Es una de las plantas más escasas del mundo, con menos de 30 ejemplares en la isla Mahé.
También se conocen 12 géneros y 72 especies endémicas de plantas.
Entre ellas cabe destacar el coco de mar (Lodoicea maldavica), que sólo se encuentra en la Reserva Natural del Valle de Mai, en la isla  Praslin. Es una palmera que alcanza los 30 metros de altura, con hojas de 6 metros de longitud y 4 de anchura. Produce los cocos más grandes del mundo, que pueden llegar a pesar más de 22 kilogramos.
También es endémica la planta carnívora Nepenthes pervillei.

## Estado de conservación
En peligro crítico. La agricultura, la tala y la introducción de especies exóticas son las principales amenazas.

## Protección
Hay varios espacios protegidos:
- Reserva Natural del Valle de Mai, declarada Patrimonio de la Humanidad por la Unesco en 1983.
- Parque Nacional Morne Seychellois
- Reserva Natural de la Isla Aride
- Reserva Especial de la Isla Cousin
- Reserva La Digue Veuve
- Parque Nacional de Curieuse